# Сватово (станция)
Сватово (укр. Сватове) — пассажирская и грузовая железнодорожная станция города Сватово. Относится к Луганскому отделению Донецкой железной дороги. Расположена на границе Донецкой железной дороги с Южной железной дороги. Линия не электрифицирована. Участок железной дороги однопутный, однако до 1997 года был двухпутный. Через станцию ходили как пассажирские поезда дальнего следования, так и пригородные дизель-поезда.

## История

### Ранняя история станции

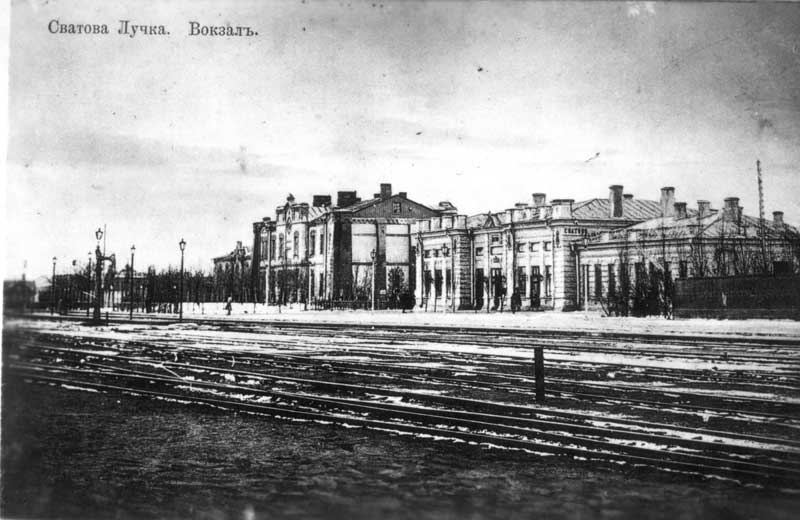
Станция в 1914 году

История железнодорожной станции тесно связана со строительством большого количества промышленных предприятий в городе Лисичанск. В городе возникла проблема доставки продукции в другие регионы Российской империи, в связи с чем и было решено строить железную дорогу в данном регионе. Одним из тех, кто призывал к строительству железной дороги в Лисичанске, был Дмитрий Менделеев.
Станция Сватово была открыта 17 декабря 1895 года одновременно с участком железной дороги Лисичанск — Купянск, на котором она и расположена. Открытие станции позволило связать посёлок со многими крупными городами Российской империи. На момент открытия участок был однопутным, но уже в 1903 году был проложен второй путь (который позже был снова разобран).
Вместе со строительством второго пути, на станции было построено паровозное депо, рассчитанное на 30 паровозов, которые и обслуживали железнодорожную линию.
Участок Купянск-Лисичанск, на котором расположена станция, построен и сдан в эксплуатацию Акционерным Обществом Юго-Восточных железных дорог одновременно с железнодорожной линией Харьков-Балашов. Участок от Попасной до Лисичанска, как и вся тогдашняя Донецкая каменноугольная железная дорога, был построен акционерным обществом «Донецкая дорога», владельцем которого был русский промышленник и меценат Савва Иванович Мамонтов.
В 1970 году депо было переименовано в локомотивное. В этот период через станцию наблюдалось особо активное движение поездов. Локомотивное депо обслуживало пригородные и пассажирские поезда, обеспечивало маневровую работу на станциях. В связи с этим возник проект электрификации участка Сватово — Попасная, который так и остался неосуществлённым.

### Современная история станции
После распада СССР начались массовые отмены пригородных поездов по всей Донецкой железной дороге. В связи с этим количество пригородных поездов, следовавших через станцию, значительно уменьшилось.
Между тем, начиная с 1997 года через станцию стали следовать поезда в столицу Украины — до станции Киев-Пассажирский, что в дальнейшем существенно увеличило пассажиропоток через станцию. Изначально поезд[какой?] разворачивали на станции Сватово, но в дальнейшем его маршрут продлевался до станций Лисичанск, Попасная, Дебальцево-Пасс, Луганск.
Учитывая, что проект электрификации станции остался неосуществленным, «Укрзализныця» неоднократно планировала отменить движение пассажирских поездов дальнего следования через станцию (последний раз — в 2012 году), и перенаправить их в объезд по электрифицированным линиям. Однако, учитывая что пассажиропоток на всей линии Сватово — Попасная достаточно высокий, в конечном итоге пассажирское сообщение через станцию осталось.
К 1997 году на участке железной дороги до станции Рубежное — Купянск был разобран второй путь. В 2008 году локомотивное депо было перепрофилировано в моторвагонное.

### Станция после начала российско-украинской войны
Российская агрессия против Украины, которая началась в 2014 году, не могла не повлиять на работу станции. Начиная с 22 мая 2014 года «Укрзализныця» на неопределённый срок закрыла движение поездов на участке Сватово — Лисичанск в связи с блокировкой железнодорожного моста на 942-м километре перегона Насветевич — Рубежное. При этом пригородные поезда были отменены, а пассажирские поезда дальнего следования изменили маршрут и ехали в объезд станции. 5 июня 2014 года вышеуказанный железнодорожный мост был взорван.
Постепенно ситуация в городе начала стабилизироваться, но восстановить пассажирское сообщение из-за взорванного моста было невозможно. Но, учитывая потребность местных жителей в железнодорожном сообщении, «Укрзализныця» 6 сентября 2014 года за свой счёт начала ремонт моста. Через несколько недель, 23 сентября ремонт моста был завершен, и уже на следующий день после длительного перерыва на станцию вновь прибыл первый пригородный поезд — и пригородное движение было восстановлено до станции Сватово и станции Венгеровка.
Возобновление движения пассажирских поездов дальнего следования через станцию изначально не планировалось. Тем не менее, оно всё же было возобновлено, но немного позже. Так 31 октября в направлении Лисичанска отправился первый поезд из Киева, и с 1 ноября через станцию вновь курсируют поезда дальнего следования. Это был поезд №532/531 сообщением Киев — Лисичанск. Позднее, начиная с 16 ноября, до станции был продлен поезд из Харькова №609/610, который ранее следовал до станции Рубежное.
Начиная с 21 ноября 2014 года все пригородные поезда, следующие через станцию, вновь были полностью отменены. Причина отмены кроется в отсутствии финансирования государственного предприятия «Донецкая железная дорога». Немного позднее, ряд СМИ распространили информацию о возобновлении курсирования пригородных поездов через станцию с 28 ноября, однако на деле этого не произошло — информация оказалась ложной.
29 декабря 2014 года был зарегистрирован законопроект, согласно станция часть инфраструктуры Донецкой железной дороги, которая расположена на подконтрольной Украине территории, временно должна быть передана Приднепровской и Южной железным дорогам. В частности, моторвагонное депо Сватово, на балансе которого находится подвижной состав, совершающий пригородное сообщение через станцию Лисичанск, а также сама станция Лисичанск, должны быть переданы под управление Южной железной дороги.
Несмотря на то, что данное распоряжение не было введено в действие – и станция осталась под управлением ДонЖД, пригородное сообщение было возобновлено и начиная с конца января 2015 года осуществлялось в направлении станций Сватово, Купянск-Узловой (через Сватово) и Переездная.
Начиная с 31 января 2015 года со станции Лисичанск некоторое время производилась эвакуация жителей с территории зоны боевых действий. К сожалению, обстановка была напряженной, поэтому Харьковский поезд был отменён, а составность вагонов Киевского поезда была существенно уменьшена – поезд следовал в составности только 11 вагонов вместо 18.
Начиная с 29 мая, в связи со стабилизацией обстановки, произошло возобновление движения пригородных поездов до станции Попасная. Изначально это была одна пара, но постепенно все поезда стали следовать именно до станции Попасная вместо Переездная.
В летний период 2015 года, в связи со стабилизацией ситуации, пассажиропотоки существенно увеличивались. Это, конечно же, повлияло и на пассажирские перевозки. Так, уже весной составность поезда №532/531 была снова увеличена, а уже с августа было восстановлено курсирование поезда №609/610 в сообщении Харьков — Лисичанск. В октябре была запущена вторая пара поездов Харьков — Лисичанск.
В связи с взрывами боеприпасов на военных складах в городе Сватово 29 октября 2015 года, движение поездов было изменено – пассажирские поезда заходили на станцию с противоположной горловины, и следовали согласно диспетчерскому графику. Такое движение поездов сохранялось примерно неделю. Примечательно, что конечной станцией следования всех поездов была станция Рубежное вместо Лисичанска, хотя поезда также проходили и станцию Лисичанск.
13 декабря 2015 года был введён новый график, согласно которому все поезда стали не временными, а круглогодичными. Так, поезд сообщением  Киев — Лисичанск поменял номер с 532/531 на 134/133, а сами вагоны стали более новыми. Кроме этого, поезда, следующие до Харькова, стали курсировать с более удобным графиком.
В связи с большими пассажиропотоками, при переходе на зимнее время в 2016 году до станции был запущен второй поезд из Киева, который изначально был ежедневным, но затем стал курсировать через день. Речь идёт о поезде Хмельницкий — Лисичанск.
Начиная с 10 декабря, через станцию стал курсировать новый поезд из Ужгорода. Жители города получили беспересадочное сообщение с другими городами западной Украины.
Осенью 2018 года, через станцию было увеличено пассажирское сообщение. В частности, с 30 сентября был запущен поезд №20/19 сообщением  Киев — Лисичанск. Этот поезд стал самым быстрым  за всю историю пассажирского железнодорожного движения, ведь он стал преодолевать расстояние до столицы Украины менее чем за 12 часов. Также, с 28 октября, после перехода на зимнее время, Харьковский поезд был продлён до станции Днепр-Главный.

## Дальнее следование по станции
Согласно графику, движения пассажирских поездов на 2018/2019 года, до станции следуют четыре пассажирских поезда дальнего следования, из которых три — ежедневно, а один — по определённым датам.
Поезд №138/137 сообщением Хмельницкий — Лисичанск формирования Юго-Западной железной дороги предоставляет, прежде всего, жителям города железнодорожное сообщение со столицей Украины — с городом Киев, а также с другими городами и областными центрами. Обычная составность поезда —  18 вагонов, из которых 12 вагонов —  плацкартные (№1 —  №6, №13 —  №18), 5 вагонов —  купейные (№7, №8, №9, №11, №12), а также присутствует вагон СВ (№10). При этом несмотря на то, что на маршрутных досках указано название поезда «ПОДІЛЛЯ», сам поезд, как и вагоны в нём являются нефирменными.
Поезд №045/046 сообщением Ужгород — Лисичанск формирования Львовской железной дороги также является ежедневным, и при этом является самым длинным поездом Украины, маршрут которого не выходит за пределы государства. В графике на 2018/2019 год основная длина составов данного поезда —  14 вагонов также разного типа: есть плацкартные (№8 —  №14), купейные (№1 —  №5, №7), а также вагон СВ (№6). Впрочем, де-факто, как правило, добавляются дополнительные вагоны разных типов, которые принадлежат другим дорогам —  Южной и реже —  Одесской железным дорогам. В графике этого года все вагоны поезда —  нефирменные, хоте ранее часть плацкартных вагонов имели коэффициент фирменности 2-го класса.
Поезд №140/139 сообщением Днепр (бывший Днепропетровск) — Лисичанск является основным де-факто поездом, который предоставляет железнодорожное сообщение не только в город Днепр (бывший Днепропетровск), но и в город Харьков, так как ранее маршрут поезда был ограничен до Харькова, а корреспонденция по пассажиропотоку показывает, что бо́льшая часть пассажиров едет этим поездом именно до Харькова. В отличие от вышеприведённых поездов, этот поезд является пассажирским, а не скорым, но при этом его маршрутная скорость движения не отличается. Следует при этом отметить, что, в отличие от остальных поездов, данный следует до станции Харьков-Пассажирский более длинным маршрутом через станцию Святогорск. Согласно служебному расписанию —  длина поезда составляет 15 вагонов из которых 8 плацкартных (№6 —  №13) и 7 купейных (№1 —  №5, №14 —  №15). Впрочем, де-факто в обычные дни количество вагонов в данном поезде, как правило, является меньшим.
Поезд №20/19 сообщением Киев — Лисичанск в ходу не каждый день (чуть реже, чем через день), но при этом является фирменным и самым быстрым. Так, расстояние между станцией Киев-Пассажирский и конечной поезд преодолевает за время около 12 часов, что быстрее, чем остальные поезда. Составность поезда —  до 10 вагонов, из которых один вагон типа СВ, а остальные —  купейного типа. Вагоны данного поезда увязаны в общий оборот с поездом №31/32 Киев — Рига.
| № поезда | Маршрут движения                          | № поезда | Маршрут движения                          |
| -------- | ----------------------------------------- | -------- | ----------------------------------------- |
| 019      | Киев — Лисичанск                          | 020      | Лисичанск — Киев                          |
| 045      | Ужгород — Лисичанск                       | 046      | Лисичанск — Ужгород                       |
| 137      | Хмельницкий — Лисичанск                   | 138      | Лисичанск — Хмельницкий                   |
| 139      | Днепр (бывший Днепропетровск) — Лисичанск | 140      | Лисичанск — Днепр (бывший Днепропетровск) |

## Пригородное сообщение по станции
Все пригородные поезда, следующие через станцию, представлены моделями дизельных поездов Д1, которые обслуживаются моторвагонным депо РПЧ-5 станции Сватово.
При этом, согласно графику движения пригородных поездов на 2018 и 2019 год, через станцию проходят ежедневно в каждом направлении по пять пар пригородных поездов в нечётном направлении, а также по две пары в чётном направлении. Дизеля при этом ходят равномерно в течение суток, в том числе и в ночное время.
В чётном направлении пригородные поезда следуют до станции Попасная, а в нечётном направлении – до станции Купянск-Узловой.
Один из пригородных поездов является транзитным – и следует по маршруту Купянск-Узловой – Попасная, хотя  в обратном направлении чтобы добраться до станции Купянск-Узловой из Попасной, нужно делать пересадку на станции Сватово. Впрочем, дизель-поезда являются согласованными.
Ряд пригородных поездов также согласованы и с пассажирскими поездами дальнего следования.
На станциях Купянск-Узловой и Камышеваха пассажиры имеют возможность пересесть на пригородные поезда других направлений.
| № поезда | Маршрут движения           | № поезда | Маршрут движения          |
| -------- | -------------------------- | -------- | ------------------------- |
|          |                            | 6330     | Сватово — Купянск-Узловой |
| 6439     | Сватово — Попасная         | 6440     | Попасная — Сватово        |
| 6441     | Сватово — Попасная         | 6442     | Попасная — Сватово        |
| 6443     | Сватово — Попасная         | 6444     | Попасная — Сватово        |
| 6337     | Купянск-Узловой — Сватово  | 6338     | Сватово — Купянск-Узловой |
| 6329     | Купянск-Узловой — Попасная | 6332     | Попасная — Сватово        |
| 6447     | Сватово — Попасная         | 6448     | Попасная — Сватово        |